# Green Ridge (Misuri)
Green Ridge es una ciudad ubicada en el condado de Pettis en el estado estadounidense de Misuri. En el Censo de 2010 tenía una población de 476 habitantes y una densidad poblacional de 422,49 personas por km².

## Geografía
Green Ridge se encuentra ubicada en las coordenadas 38°37′17″N 93°24′36″O / 38.62139, -93.41000. Según la Oficina del Censo de los Estados Unidos, Green Ridge tiene una superficie total de 1.13 km², de la cual 1.11 km² corresponden a tierra firme y (1.38%) 0.02 km² es agua.

## Demografía
Según el censo de 2010, había 476 personas residiendo en Green Ridge. La densidad de población era de 422,49 hab./km². De los 476 habitantes, Green Ridge estaba compuesto por el 95.38% blancos, el 0.21% eran afroamericanos, el 0% eran amerindios, el 0% eran asiáticos, el 0% eran isleños del Pacífico, el 1.89% eran de otras razas y el 2.52% pertenecían a dos o más razas. Del total de la población el 2.73% eran hispanos o latinos de cualquier raza.